# Дивон

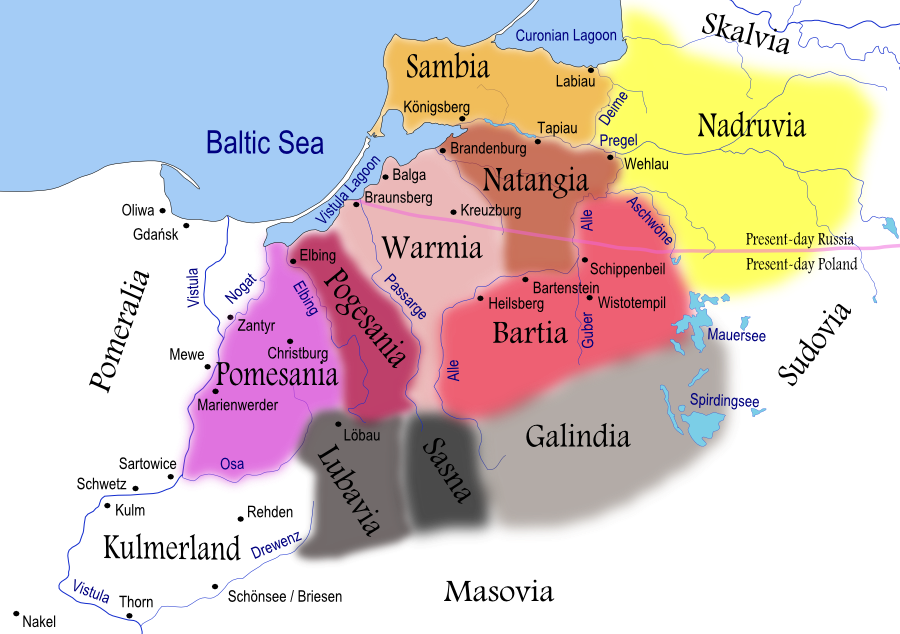
Карта прусских племен в XIII веке. Указанные города/замки были построены рыцарями Тевтонского ордена для облегчения захвата.

Дивон, или Диван (лит. Dyvonis, по другим источникам Dyvanas, Dyvonė) — лидер (capitaneus) бартов, одного из прусских кланов (до 1241 — ок. 1274, 1287), во время прусского восстания (1260—1274).
В последней четверти XIII века под натиском крестоносцев, завоевавших его страну, он прибыл со всем своим семейством в Литву. Первую крупную победу одержал во время взятия Семпополя в 1263 году после длительной осады.
По одной версии, он был убит в 1273 году во время осады Шёнензе, когда ему прострелили шею из баллисты.
Сведений о его браке и детях не сохранилось, однако в XVII веке в родословной Колычёвых, составленной герольдмейстером Степаном Андреевичем Колычёвым, ему был приписан сын по имени Гландо Камбило, который, утомлённый в борьбе против Тевтонского ордена, выехал в 1287 году вместе со своим сыном и множеством подданных к великому князю Александру Ярославичу Невскому. Там он крестился с именем Иван, а его сын получил прозвище Кобыла, что объяснялось опиской писца. На несостоятельность этой родословной легенды указывал ещё Август Шлецер, однако данная версия попала и в «Русский Гербовник», изданный в 1797 году.